# Сан-Роман-де-Арегуш
Сан-Роман-де-Арегуш (порт. São Romão de Aregos) — район (фрегезия) в Португалии, входит в округ Визеу. Является составной частью муниципалитета Резенде. По старому административному делению входил в провинцию Дору-Литорал. Входит в экономико-статистический субрегион Тамега, который входит в Северный регион. Население составляет 425 человек на 2001 год. Занимает площадь 4,17 км².